# Sean Durzi
Sean Durzi (Mississauga, Ontario, 21 de octubre de 1998) apodado Durziwood, Sean Pellegrino o Bubbles, es un jugador profesional canadiense de hockey sobre hielo que se desempeña en la posición de defensor derecho en Arizona Coyotes, equipo de la National Hockey League (NHL).

## Carrera
Fue seleccionado en la segunda ronda en la NHL Entry Draft de 2018. En 2021 hizo su debut profesional con el equipo Los Angeles Kings, en el cual jugó dos temporadas (2021-2023), después pasó a Arizona Coyotes, donde lleva jugando una temporada.